# Jean-Hippolyte Michon
Jean-Hippolyte Michon, nacido el 21 de noviembre de 1806 en Laroche-près-Feyt (Corrèze) y muerto el 8 de mayo de 1881, fue un abad católico francés, arqueólogo y uno de los precursores de la grafología.

## Obras
- Statistique Monumentale de la Charente (1844)
- Le Journal de l'autographe
- Les Mystères de l'écriture (1872)
- Système de graphologie, (1875)
- La méthode pratique de graphologie (1878)